# Онишпіль
Они́шпіль — село в Україні, у Житомирському районі Житомирської області. Входить до складу Коростишівської міської громади. Населення становить 22 осіб.  